# Birmingham Small Arms

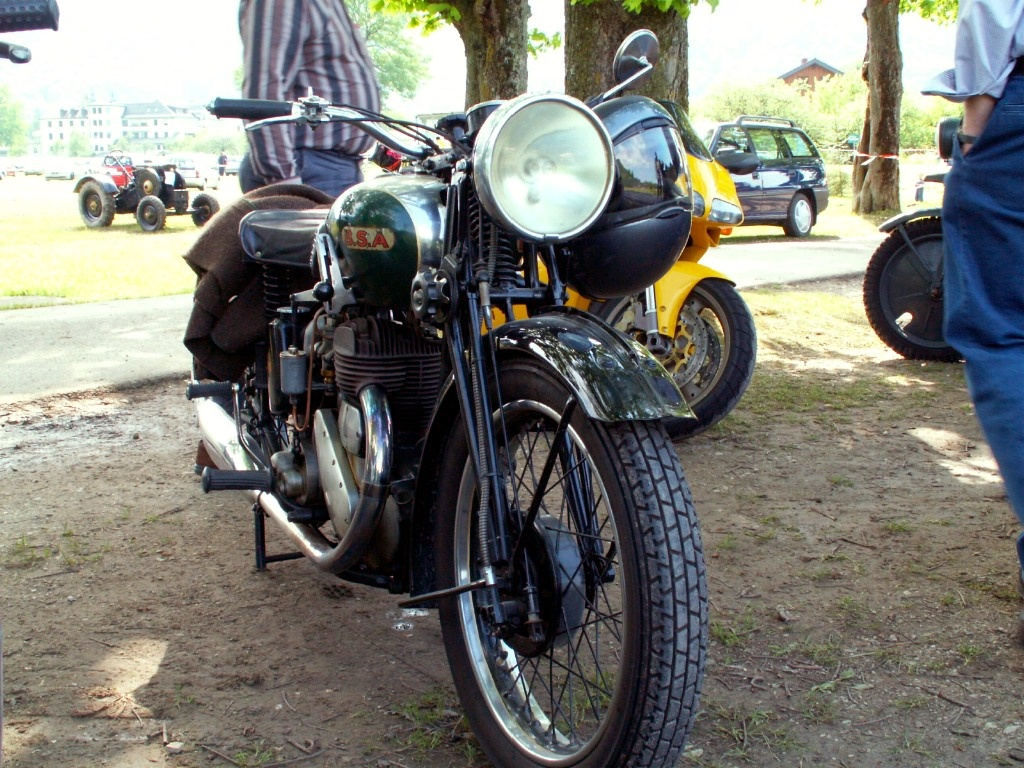
BSA

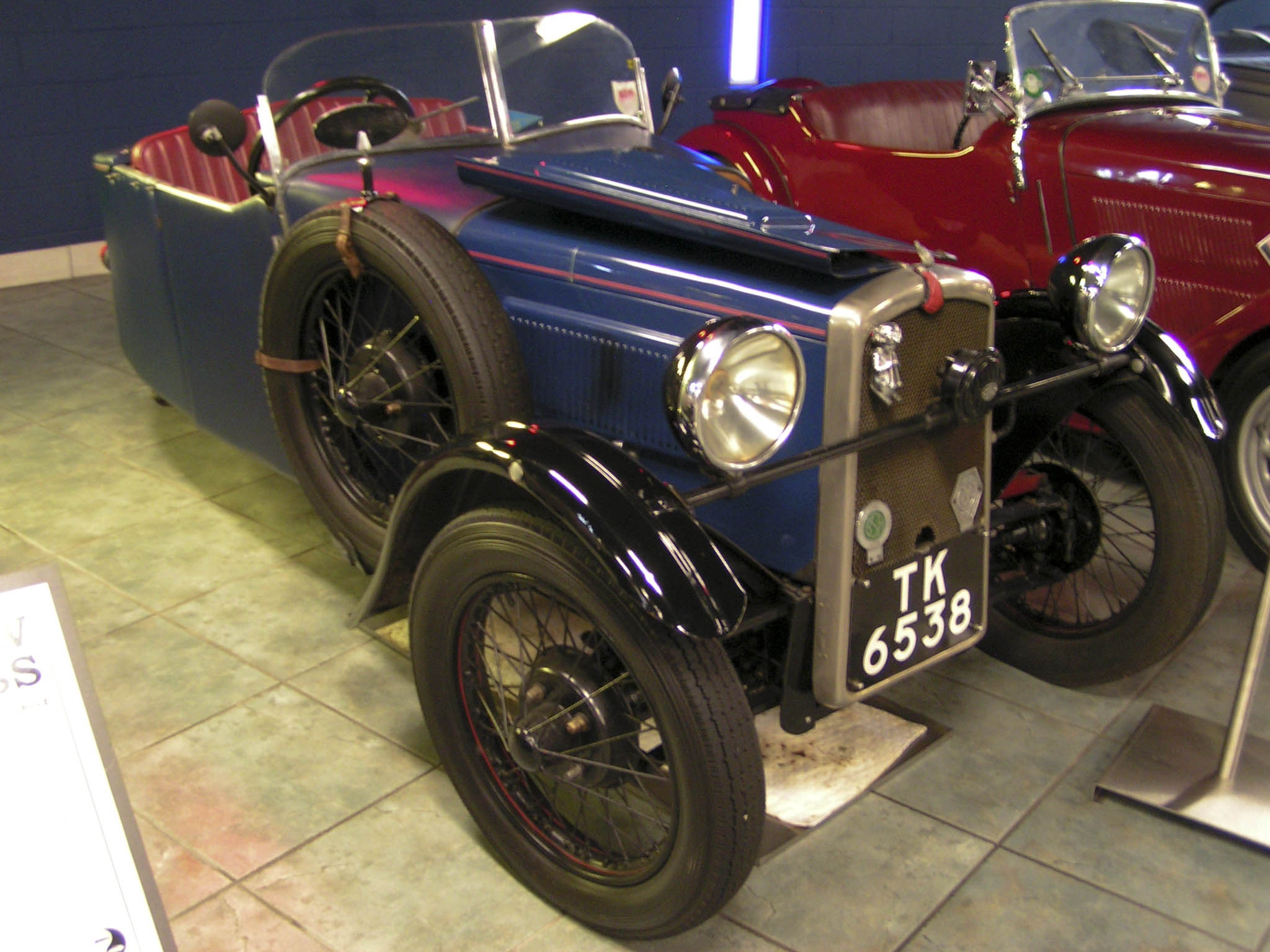
Trehjulig BSA.

Birmingham Small Arms (BSA) är ett engelskt motorcykelmärke. Företaget startade ursprungligen som vapensmedja, men har även tillverkat cyklar och bilar. BSA är en förkortning av Birmingham Small Arms.
BSA grundades 1861 i Birmingham av fjorton vapensmeder som levererat vapen till Krimkriget. När efterfrågan på skjutvapen minskade såg man sig om efter andra produktionsområden. Företaget tillverkade sina första cyklar under 1880-talet, och 1903 såg den första motorcykelprototypen dagens ljus. Den första bilen tillverkades 1907, och året efter såldes 150 bilar. 1909 kunde man erbjuda en rad olika motorcykelmodeller. 1910 köpte BSA Daimler Motor Company.

## Motorcykeltillverkning

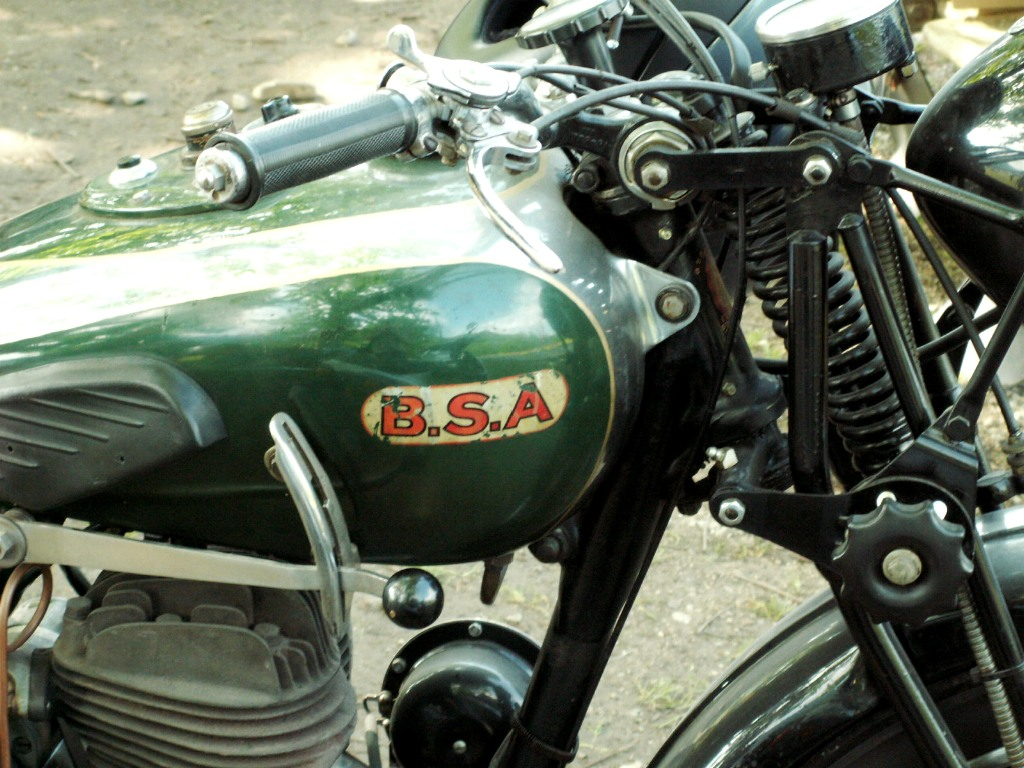
BSA

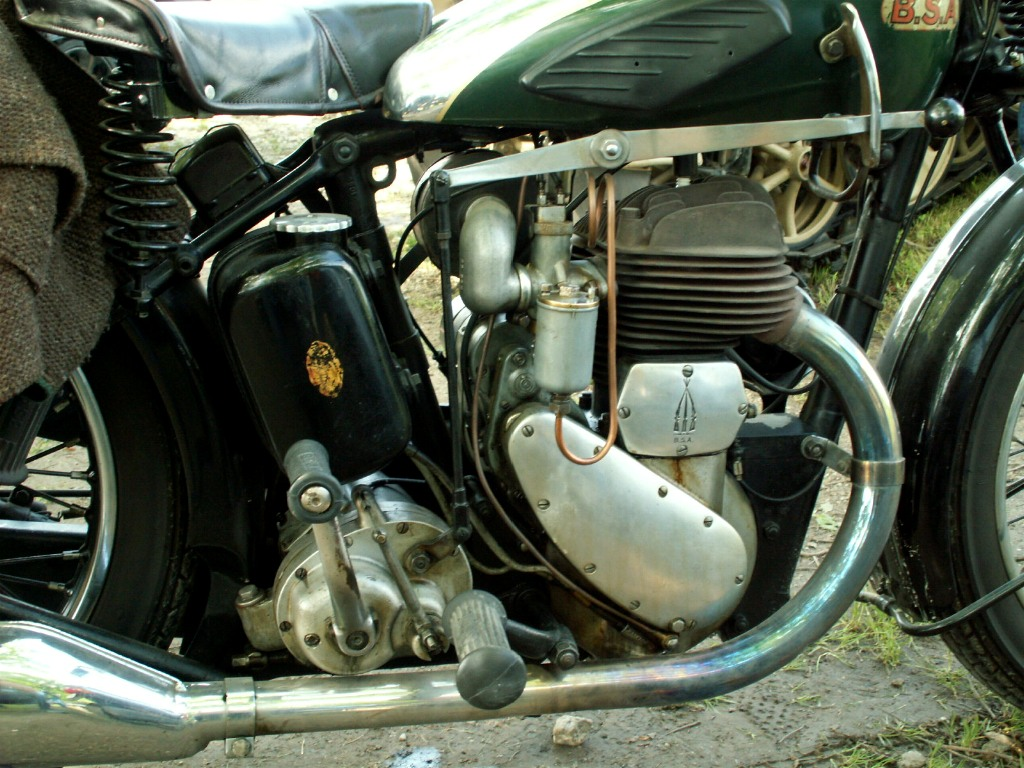
BSA

Under 1930-talet kom BSA att inta en ledande position i utvecklandet av encylindriga toppventilsmotorer. Strax före andra världskrigets utbrott lyckades fabriksteamet med en 500-kubiksmotor hålla genomsnittshastigheten 100 miles i timmen på Brooklandsbanan, vilket renderade fabriken utmärkelsen "Gold Star". 
Under kriget hindrades utvecklingen av civila modeller, och produktionen inriktades huvudsakligen på motorcyklar till armén. Det handlade då om modellen M20, som hade en encylindrig sidventilsmotor på 500cc. Den modellen blev kvar i civil produktion efter kriget, då ofta som 600 cc avsedd för sidvagnsbruk, med modellnamnet M21.
I september 1946 presenterade BSA sin första tvåcylindriga modell "A7", den var på 500cc. I slutet av 1949 kom "A10 Golden flash", den var på 650cc och hade plungerfjädring bak. Den första modellen av "A7" hade stel bakram. 1949 kom en sportmodell av "A7" som hette "Star twin", den hade dubbla förgasare och bakfjädring av plungertyp. 1952 kom en sportmodell på "A10"an, nämligen "Super flash". Den här maskinen tillverkades endast för USA-marknaden, den blev erkänd som snabb men ramkonstruktionen med plungerfjädring blev i klenaste laget. 1954 kom den nya ramen med swingarmsfjädring bak. Modellerna var nu "A7 standard", "A7 Star twin", "A10 Golden flash" och "A10 Road rocket". 1955 kom modellnamnet "Shooting star" som ersättare till "Star twin". 1958 kom "Super rocket" som ersatte "Road rocket". 1962 kom "Rocket gold star", den började tillverkas utanför BSA-fabriken med en "Super rocket" som utgångsmaterial, men kom sedermera att tillverkas på BSA-fabriken de sista månaderna i A7/A10-eran som slutade 1963. 
Efter kriget kom nästa generation encylindriga modeller. Det var den synnerligen populära B-serien som kunde fås i 350cc eller 500cc. B31-modellen kom först som 1946 års modell, året efter kom B33. BSA gjorde även mindre 250cc fyrtaktare (C11, C12) samt den mycket populära lättviktaren BSA Bantam (125cc).
B31 och B33 hade topplock och cylinder i gjutjärn, och vände sig till de bredare kundlagren. De mer exklusiva modellerna hette B32 och B34 Gold Star (efter tävlingsframgångarna före kriget). Även dessa var på 350cc och 500cc, och kom att dominera racingen under tidigare delen av 1950-talet. Detta gällde såväl roadracing som motocross och trial.
Motorerna hade cylindrar och topplock i aluminium, och lämpade sig synnerligen väl för trimning. Gold Star modellerna såldes även till privatpersoner, och Clubmanmodellen, utrustad med RRT2 växellåda och Amal GP-förgasare, var respektingivande snabb, med toppfarter omkring eller över 200km/h.
I februari 1962 presenterades även en tvåcylindrig Rocket Gold Star, med 650cc A10 motor. 1954 kom BSA:s 350 och 500 modeller med fjädrande bakram av swingtyp (1953 på Gold star), och dessa ramar anses ännu vara bland de bästa som byggdes på 50-talet.
1962 presenterade BSA sin nästa modellgeneration. Man lämnade nu konceptet med separat växellåda (pre-unit) och både de encylindriga och tvåcylindriga motorerna såg nu ut som en enda enhet, även om mycket av teknologin var densamma på insidan.
De encylindriga motorerna döptes till B25, B44 och senare B50. Ännu mycket trimvänliga och konkurrenskraftiga i motocross in på 70-talet. Då ofta mycket modifierade av bland andra företaget CCM. Dessa modeller var främst så kallade scramblers, en direkt förlaga till våra dagars off-road motorcyklar.
Den nya tvåcylindriga motorn kunde fås som 500cc (A50) och 650cc (A65). Den hade nya förbränningsrum, som ska ha kopierats från Jaguars nya V12-motor. A65 var också relativt kortslagig, jämfört med närmaste konkurrenterna Triumph och Norton. Nytt var också växelströmsgenerator (alternator). Den nya högre motoreffekten (52 hkr) gjorde att BSA-motorns högra vevaxellagring, som ännu var av glidlagertyp, blev en svag punkt. BSA:s A65 modeller anses även vibrera mer än konkurrenterna.
Modellerna kom under 1960-talet att heta bland annat Star, Thunderbolt, Lightning och Spitfire, med den sistnämnda som flaggskeppet.
BSA:s twinnar skördade nu stora framgångar inom flat-track racing i USA. Motorerna användes även med framgång i sidvagnsracing in på 1970-talet. I slutet av 60-talet utvecklade BSA tillsammans med Triumph, som sedan 1951 var en del av BSA-koncernen, en trecylindrig motor på 750cc. BSA:s modell döptes till Rocket III, medan Triumphs modell fick heta Trident.
1971 kom nästa generation ramar, som då hade oljetanken integrerad i ramröret. Samarbetet med Triumph hade intensifierats, och deras modeller hade samma ramar. Men de japanska motorcyklarna tog över marknaden, och 1973 hamnade BSA/Triumph i en akut kris. Det ledde till att märket BSA inte längre tillverkades, medan Triumph drevs vidare ännu en tid i den formen. Försök har på senare år gjorts att återuppta produktion i namnet BSA. Det har gjorts en "Gold SR" som i praktiken var en ombyggd Yamaha SR 400. Det har även tillverkats en twin, utrustad med en kraftfull WASP-motor.